# Gephyroctenus juruti
Espèce
Gephyroctenus juruti est une espèce d'araignées aranéomorphes de la famille des Ctenidae.

## Distribution
Cette espèce se rencontre au Brésil dans l'État du Pará et au Pérou dans la région de Loreto,.

## Description
Le mâle holotype mesure 3,60 mm et la femelle paratype 4,30 mm.

## Étymologie
Son nom d'espèce lui a été donné en référence au lieu de sa découverte, Juruti.

## Publication originale
- Polotow & Brescovit, 2008 : Revision of the neotropical spider genus Gephyroctenus (Araneae: Ctenidae: Calocteninae). Revista Brasileira de Zoologia, vol. 25, no 4, p. 705-715 (texte intégral).